# ولنتان منیان
وَلُنتان مَـنیان (فرانسوی: Valentin Magnan‎؛ ‏ ۱۶ مارس ۱۸۳۵ – ۲۷ سپتامبر ۱۹۱۶) روان‌پزشک و پزشک قرن نوزدهمی اهل فرانسه بود. امروزه نام او به واسطهٔ نشانهٔ مَـنیان در یادها مانده است که به توهم خزیدن یک جسم خارجی در زیر پوست گفته می شود که در مصرف‌کنندگان کوکائین یافت می‌شود. وی کتاب‌های گوناگونی در زمینهٔ روان‌پزشکی و الکلیسم نوشته است. وی همکاری طولانی مدتی با گوستاو بوشرو داشت.
وی همچنین برندهٔ جوایزی همچون لژیون دونور (شوالیه) شده است.